# 이시카와 지아키
이시카와 지아키(石川 智晶, 1969년 3월 29일 ~ ) 또는 이시카와 치아키는 일본의 도쿄도 출신 여성 싱어송라이터이다.
발음은 본명과 같지만 한자 표기를 달리한 石川 知亞紀라는 예명을 사용한 적이 있다. 음악그룹 시소의 보컬로 활동하였고, 현재는 솔로 가수 및 다른 아티스트에게 작곡 및 작사 제공을 해주는 등 싱어송라이터로서의 활동을 하고 있다.

## 작품

### 싱글
- Like an angel/雨の日に恋をした (2004년 2월 4일 발매)
- 美しければそれでいい (2006년 4월 19일 발매)
애니메이션 《시문》의 여는 노래
- 涙 (2007년 3월 21일 발매)
- 언인스톨 (2007년 6월 13일 발매)
애니메이션 《우리들의》의 여는 노래
- 1/2 (2007년 11월 21일 발매)
애니메이션 《체포하겠어 풀 스로틀》의 닫는 노래
- Prototype (2008년 12월 3일 발매)
애니메이션 《기동전사 건담00 세컨드 시즌》의 닫는 노래, 오리콘 주간 차트 3위.[1]
- First Pain (2009년 7월 29일 발매)
애니메이션 《엘리먼트 헌터》의 여는 노래
- 不完全燃焼/スイッチが入ったら (2011년 7월 27일 발매 예정)
애니메이션 《신의 인형》의 여는 노래

### 앨범
- Inner Garden (2003년 12월 3일)
- 僕はまだ何も知らない。 (2007년 8월 22일)
- 誰も教えてくれなかったこと (2009년 9월 30일)